# Benelux-Gerechtshof
Het Benelux-Gerechtshof (BenGH) is een internationaal rechtscollege dat tot taak heeft de gelijkheid te bevorderen bij de toepassing van rechtsregels die gemeen zijn aan de Benelux-landen (België, Nederland en Luxemburg), zoals op het gebied van de intellectuele eigendom (merken, tekeningen en modellen), de wettelijke aansprakelijkheidsverzekering inzake motorrijtuigen, de dwangsom, de visa, de invordering van belastingschulden, de vogelbescherming en de gelijke fiscale behandeling.
Daarnaast fungeert het sinds 1 juni 2018 als centrale hogerberoeps- en cassatierechter tegen eindbeslissingen van het Benelux-Bureau voor de Intellectuele Eigendom.

## Geschiedenis
Op 31 maart 1965 het verdrag betreffende de instelling en het statuut van een Benelux-Gerechtshof ondertekend. Op 11 mei 1974 is het Benelux-Gerechtshof en was tot 1 december 2016 gevestigd in Brussel. Met het protocol van 15 oktober 2012 is de zetel verplaatst naar Luxemburg, zodat in elk Benelux-land een Benelux-organisatie gevestigd is.
Op 15 oktober 2012 is door drie Benelux-landen een protocol getekend om het bestaande verdrag met betrekking tot het Benelux-Gerechtshof aan te passen en uit te breiden. Dit protocol is inmiddels op 1 december 2016 van kracht geworden. België, Nederland en Luxemburg creëerden hiermee een basis voor de uitbreiding van de bevoegdheden van het Benelux-Gerechtshof. Hiermee kreeg het naast de bestaande bevoegdheid om Benelux-rechtsregels uit te leggen of de regeringen hierover van advies te dienen, ook een “rechtsprekende” bevoegdheid (naast de bestaande bevoegdheid op het gebied van Benelux-ambtenarenzaken). In een eerste fase is gekozen om de rechtsprekende bevoegdheid enkel toe te kennen op het gebied van de Intellectuele Eigendom (merken, tekeningen en modellen). Het Benelux-Verdrag over intellectuele eigendom van 25 februari 2005 werd daartoe gewijzigd, door middel van een protocol van 21 mei 2014, dat inmiddels sinds 1 juni 2018 van kracht is geworden. Maar ook andere onderwerpen kunnen in de toekomst door middel van een bijkomende verdrag onder de rechtsprekende bevoegdheid van het Hof worden gebracht.
De nieuwe bevoegdheid vraagt ook een nieuwe structuur. Voortaan zijn er drie Kamers binnen het Benelux-Gerechtshof. De Eerste Kamer oefent de bestaande prejudiciële en adviserende bevoegdheid uit en is daarnaast bevoegd voor voorziening in cassatie tegen uitspraken van de Tweede Kamer. Deze Tweede Kamer is uitsluitend bevoegd voor de rechtsprekende taak in eerste instantie. De Derde Kamer tot slot oefent de bestaande bevoegdheid van het Hof uit wat betreft administratieve beroepen van de personeelsleden van de Benelux Unie of het Benelux-Bureau voor de Intellectuele Eigendom. Vanaf 1 december 2016 is de officiële zetel van het Benelux-Gerechtshof verhuisd naar het Groothertogdom Luxemburg. De griffie blijft voorlopig in Brussel, gehuisvest bij het Benelux-secretariaat.

## Samenstelling
Het Benelux-Gerechtshof is samengesteld uit ten minste negen raadsheren en negen plaatsvervangende raadsheren, die worden benoemd uit de magistraten van het Hof van Cassatie van België, de Hoge Raad der Nederlanden en het Cour supérieure de Justice van Luxemburg. Sinds de inwerkingtreding van het protocol van 15 oktober 2012 kent het hof daarenboven nog eens minimaal zes rechters en zes plaatsvervangende rechters die worden benoemd uit de magistraten van de Belgische hoven van beroep, de Nederlandse gerechtshoven en het Luxemburgse Cour d’appel. Het Parket van het hof is samengesteld uit drie advocaten-generaal, van wie er een als eerste advocaat-generaal optreedt als hoofd van het Parket, en uit plaatsvervangende advocaten-generaal. De raadsheren, rechters en advocaten-generaal en hun plaatsvervangers worden benoemd door het Comité van Ministers van de Benelux. Hun benoeming bij het Benelux-Gerechtshof vormt geen beletsel voor de uitoefening van hun nationale functie.
Deze achttien leden zijn gelijk verdeeld over de drie verschillende nationaliteiten. De leden van het Hof zijn afkomstig van de nationale hoogste rechtscolleges, voor Nederland de Hoge Raad der Nederlanden, voor België het Hof van Cassatie van België en ten slotte het Cour supérieure de Justice van Luxemburg. De rechters kunnen naast hun functie binnen het Benelux-Gerechtshof gewoon werkzaam blijven voor hun nationale rechtscolleges.

### Presidenten van het Hof
| Periode   |                    |
| --------- | ------------------ |
| 2019-2022 | Martijn Polak      |
| 2022-     | Beatrijs Deconinck |

## Bevoegdheden
Het hof heeft een adviserende en rechtsprekende bevoegdheid. De adviserende bevoegdheid betreft de interpretatie van een gemeenschappelijke rechtsregel als reactie op een vraag van uitleg door een van de Benelux-regeringen. Zo'n advies is niet bindend.
De rechtsprekende bevoegdheid wordt op drie manieren uitgeoefend. Allereerst beantwoordt het hof prejudiciële vragen gesteld door een nationale rechter in een bij hem aanhangig gemaakte zaak. Zo'n antwoord wordt gegeven in de vorm van een bindend arrest.
Tevens is het hof bevoegd kennis te nemen van administratiefrechtelijke beroepen inzake de rechtsbescherming van ambtenaren van de Benelux-instanties.
Ten slotte fungeert het Benelux-Gerechtshof sinds 1 juni 2018 als centrale beroeps- en cassatierechter tegen eindbeslissingen van het Benelux-Bureau voor de Intellectuele Eigendom (BBIE). Ten behoeve hiervan was eerder al het Verdrag betreffende de instelling en het statuut van een Benelux-Gerechtshof in die zin gewijzigd dat het hof voortaan uit drie kamers zou bestaan. De Eerste Kamer beantwoordt prejudiciële vragen en oefent de adviserende taak uit. Daarnaast kan bij de Eerste Kamer beroep in cassatie worden ingesteld tegen uitspraken van de Tweede Kamer. De Tweede Kamer fungeert als hogerberoepsinstantie tegen beslissingen van het BBIE. De Derde Kamer ten slotte spreekt recht in ambtenarenzaken.